# Емил Табаков
Емил Табаков е български диригент и композитор, автор на симфонична, вокално-симфонична и камерна музика. Министър на културата на България (12 февруари 1997 – 21 май 1997).

## Биография

### Детство и образование
Емил Табаков е роден на 21 август 1947 г. в Русе, България. Завършва Националната музикална академия „Проф. Панчо Владигеров“ в София със специалностите дирижиране при проф. Влади Симеонов, контрабас при проф. Тодор Тошев и композиция при проф. Марин Големинов. Победител е на конкурса по дирижиране Николай Малко в Копенхаген през 1977 г.

### Професионална кариера
Бил е диригент на Русенската Филхармония, Камерен ансамбъл „Софийски солисти“, Софийската и Белградската филхармония, Симфоничния оркестър в „Билкент – Анкара“ и Симфоничния оркестър на Българско национално радио.

#### Творчество
Произведенията на Табаков включват:
- Единадесет симфонии
- Концерт за оркестър
- Реквием за солисти хор и оркестър
- Концерт за цигулка, вибрафон, маримба, камбани и смесен хор
- Концерт за две флейти и оркестър
- Концерт за пиано и оркестър
- Концерт за виолончело и оркестър

Музиката на Табаков е изпълнявана в България, Германия, Португалия, САЩ, Япония, Финландия, Франция, Австрия, Мексико, Русия, Турция и др.

### Обществена дейност (1976 – настояще)
В периода 1976 – 1979 г. работи като диригент на Русенската филхармония, през периода 1979 – 1988 г. заема поста музикален директор и диригент на Камерен ансамбъл „Софийски солисти“. След това през 1985 г. назначен за диригент, през 1987 г. за главен диригент, в периода 1988 – 2000 г. е музикален директор и главен диригент на Софийската филхармония, а от 1994 г. до 1999 г. и музикален директор и главен диригент на Белградската филхармония. През 1997 г. е министър на културата на България в служебното правителство на Стефан Софиянски.
От 2008 г. до 2014 г. е директор на Дирекция „Музика“ в БНР и главен диригент на Симфоничния оркестър на БНР. Член е на Съюза на българските композитори.
Табаков композира главно за големи ансамбли, включително симфонии и инструментални концерти. Негови творби са записани и са достъпни за медиите.

## Композиции

### Симфоничен оркестър
- Концерт за контрабас и оркестър (1975)
- Концерт за ударни инструменти (1976)
- „Звездна музика“ (1978) за симфоничен оркестър
- Симфония № 1 (1981)
- Симфония № 2 (1984)
- Концертна пиеса за симфоничен оркестър (1985)
- Концертна пиеса за тромпет и струнен оркестър (1985)
- Симфония № 3 (1988)
- „Ad Infinitum“ – за симфоничен оркестър (1989)
- Концерт за оркестър (1995)
- Симфония № 4 (1997)
- Симфония № 5 (2000)
- Концерт за две флейти и оркестър (2000)
- Симфония № 6 (2001)
- Концерт за пиано и оркестър (2003)
- Симфония № 7 (2005)
- Концерт за виолочело и оркестър (2006)
- Концерт за виола и оркестър (2007)
- Симфония № 8 (2009)
- Симфония № 9 (2015; премиера на 18 март 2018 в Зала „България“)
- Симфония № 10 (2019; премиера на 14 март 2019 в Зала „България“)

### Вокално симфонични
- Кантата „Търновград Велики – 1393“ (1976)
- Реквием за 4 солисти, хор и оркестър (1994)